# 2013 UL49
2013 UL49 est un objet transneptunien faisant partie des cubewanos. 

## Caractéristiques
2013 UL49 mesure environ 220 km de diamètre.